# Sukija-zukuri
{Italic title}}
Sukija-zukuri (数寄屋造り) je ena vrsta japonskega stanovanjskega arhitekturnega sloga. Suki pomeni prefinjen, dobro kultiviran okus in veselje do elegantnih opravil  ter se nanaša na uživanje v izvrstno izvedenem čajnem obredu.
Beseda je prvotno označevala stavbo, v kateri so izvajali čajni obred (znan kot čašicu) in je bila povezana z aranžiranjem rož ikebana in drugimi japonskimi tradicionalnimi umetnostmi. Začel je označevati slog oblikovanja javnih objektov in zasebnih domov, ki temelji na estetiki čajnih hiš.
V zgodovini in tradiciji je za sukija-zukuri značilna uporaba naravnih materialov, zlasti lesa. V sodobni arhitekturi se njeni formalni in prostorski koncepti ohranjajo pri življenju v sodobnih materialih, kot so jeklo, steklo in beton.

## Izvor
Leta 1587 je Tojotomi Hidejoši (1536–98) zaposlil čajnega mojstra Sen no Rikjuja kot svojega svetovalca za estetska vprašanja. V kompleksu Hidejošijevega mogočnega gradu Jurakudai v Kjotu je Rikjū zasnoval stavbo z osemnajstimi tatamiji, znano kot Colored šoin, ki je veljala za prvi primer arhitekture sukija-zukuri.
Slog se je razvil v preostalem obdobju Azuči-Momojama (1568–1600) in so ga zaznamovale majhne sobe s po navadi štirimi tatamiji in pol ali celo manj, ki so imele tokonomo in police. V te stavbe so običajno vstopali skozi vrt, pogosto po posredni ukrivljeni ali diagonalni poti, ki ni omogočala takojšnjega pogleda na čajnico.
Arhitektura sukija-zukuri vključuje estetiko čajnih hiš in zajema vse vrste stavb, vključno z zasebnimi stanovanji, vilami, restavracijami in gostišči. Eden najbolj znanih primerov je samostojna cesarska vila Kacura v Kjotu. V obdobju Edo (1600–1868) je postal sukija-zukuri priljubljen med meščani in večina hiš je bila zgrajena v tem slogu.

## Primerjava s podobnimi slogi
V obdobju Azuči-Momojama se ni razvil le slog sukija, ampak kontrastni šoin-zukuri rezidenc bojevniškega razreda. Medtem ko je bil sukija majhen prostor, preprost in strog, je bil slog šoin-zukuri velikih, veličastnih sprejemnih prostorov, prizorišča za pomp in slovesnost fevdalcev. Na primer, v šoinu cvetlični aranžma v tokonomi kaže na relativno bogastvo gostitelja, gost pa sedi s hrbtom obrnjen proti njemu, saj ni namenjen njegovemu uživanju. Medtem ko v čajnici gost sedi obrnjen proti tokonomi in uživa v njeni lepoti.
Primerjava s šoin-zukurijem razjasni določujoče slogovne značilnosti sukija-zukurija. Pasovi frizov, imenovani nageši, povezujejo žlebaste, kvadratne stebre v šoin-zukuri, nadsvetloba je pogosto dovršeno izrezljana, strop je kasetiran ali ograjen s šesterokotnim vencem, stenske površine pa so obdelane in pogosto okrašene z murali. Toko niša, police tana in vgradna miza šoin so razporejeni po ustaljeni formuli.
V nasprotju s tem sukija-zukuri pogosto uporablja nekvadratne stebre, celo preprosta polirana drevesna debla ali les z lubjem na mestu za osrednji steber nakabašira. Stene so preprosto obložene z naravnim zemeljskim ometom, kakršna koli rezbarija v ranma nadsvetlobi pa je preprosta. Strop iz desk je ograjen z ravnimi, pravokotnimi deskami. Čeprav je v glavnem prostoru tokonoma niša in tana police ter morda tudi šin, je njihova ureditev in obdelava svobodna. Lepota sukija-zukuri izhaja iz občutljivosti vitkih lesenih elementov in drugih uporabljenih naravnih materialov ter preprostosti okrasja, če sploh obstaja.

## Razvoj
V čajnici Coloured šoin je Sen no Rikjū obarval les z mešanico bengalskega rdečega barvila in črnega barvila, da so bili videti sajasti in stari. Nasprotno pa sta imela Oribe in Enšu njegovega učenca raje svetlejše barve in naravne zaključke. Menijo, da je ta sprememba sovpadla z razvojem običajne lesene ploskve, ki je omogočila doslednejšo obdelavo lesa in boljše spoštovanje naravnih lastnosti neobdelanega lesa. To je od takrat značilnost sloga sukija.
Po obnovitvi Meidži leta 1867 sta razred samurajev in s tem slog šoin izgubila razlog za obstoj, medtem ko se je slog sukija še naprej razvijal in je bil ponovno sprejet v modernistično arhitekturo.
Slog sukija zahteva subtilno harmonijo med načeli, ki se zahtevajo pri njegovi konstrukciji, to vključuje odnos med naročnikom, arhitektom in mizarjem. Tako arhitekt kot tesar morata dobro razumeti uporabljene materiale. Obstaja primer mizarja, ki so ga prosili, naj zgradi hišo v slogu sukija, ki je odklonil, ker je izgubil svoje orodje v drugi svetovni vojni in se mu je zdelo, da ne bo mogel zadovoljivo delati.
Leta 1934 je arhitekt Isoja Jošida arhitekte spodbujal k oblikovanju v slogu sukija z uporabo sodobnih materialov. Dejal je, da je pomembno prikazati naravne značilnosti lesa, čeprav bi bilo napačno uporabiti karkoli, kar bi lahko padlo v oči, saj to ni v duhu sloga.
Čeprav je bil prvotno zasnovan v naravnih materialih, predvsem lesu, se je slog sukija prilagodil sodobnim materialom, torej betonu in jeklu, saj si gradbeniki in arhitekti prizadevajo elemente notranje opreme sukija vgraditi v sodobne objekte v urbanem okolju. To se ne razume kot razvodenitev oblikovalskega idioma - kot poudarja arhitekturni zgodovinar Teidži Itoh, »se je tradicija sukija v letih oblikovanja ukvarjala predvsem z notranjim oblikovanjem. ... Slog sukija je zelo primeren za [moderne stavbe] ker se ukvarja predvsem s prilagajanjem določenega dekorja že uveljavljeni prostorski entiteti.«  Kljub temu je v večini primerov oblikovanje sukija v urbanem okolju daleč od prvotnega duha »gorskega umika v mestu«, kot je zasnovan je bil v 16. stoletju na Japonskem v Sen no Rikjū.

### Sistemi rolet
Prehod med slogoma šoin in sukija se je zgodil v zgodnjih letih 17. stoletja, ko je bila zasnovana nova struktura za nevihtne rolete. Z zlaganjem neprozornih lesenih drsnih vrat v škatlo, imenovano to-bukuro, namesto da bi jih preprosto prekrivali, se je količina svetlobe v notranjosti podvojila in omogočili neprekinjen pogled na vrt. Slika prehodne cesarske vile Katsura prikazuje oba sistema.
- Na desni strani trije utori, tri plošče. Maira-do so odprti, enojna plošča šōdži pa zaprta; polovica območja je še vedno zapolnjena z maira-dojem. Stavba na levi je novejša; njen zunanji utor poteka zunaj stebrov. Polkna so pospravljena v to-bukuro v kotu, šōdži v notranjih dveh utorih pa tečejo neprekinjeno.
- Od znotraj je raven svetlobe nižja. Odsevna zlata barva, ki se v veliki meri uporablja v stavbah v slogu šoin, jo pomaga nadomestiti.[16]
- Vogal tega templja ima dve to-bukuro omari, v katere lahko zdrsnejo vrata, ne da bi jih bilo treba dvigniti in odnesti.
- Ama-do rotator; zunanji ama-do utor odrezan za polovico ama-do širine na vsaki strani. Steklena vrata in šōdži imajo po dva utora.
- Tloris sistema polkna mairado in ama-do, ki prikazuje rotator in to-bukuro. Črni kvadratki so stebri; šōdži v beli barvi, dežna polkna v črni barvi, utori v sivi barvi.
- Presek skozi hišo srednjega razreda v slogu sukija.

V prvi polovici 16. stoletja, na začetku obdobja Edo, je bil skrajni utor premaknjen izven linije stebrov. Lesena polkna, nameščena v ta utor, so se prepletala od roba do roba in so se imenovala ama-do (雨戸, "dežna vrata"): bila so nevihtna polkna, ki so se uporabljala samo ponoči in v slabem vremenu. Da bi zjutraj odprli stavbo, bi vsak ama-do zdrsnil vzdolž konca utora, kjer so ga zložili v škatlo, imenovano to-bukuro (戸袋, とぶくろ: dobesedno "vrata" -posoda"). To-bukuro je lahko zasnovan tako, da se zavihti s poti. Notranja dva utora sta ostala takšna, kot sta bila, vendar je bilo zdaj mogoče oba napolniti s šōdžijem, kar podvoji število šōdžijev v stavbi. Lahek šodži je bilo mogoče enostavno dvigniti in odnesti. Ta nova struktura je omogočila odpiranje celotne strani stavbe, kar je dalo bodisi dvakrat več svetlobe iz neprekinjenega zidu šodži ali neoviran pogled na vrt; vrtovi so se ustrezno spremenili. Prekrivajoče se verande engava so pomenile, da so bili to-bukuro sprva nameščeni na vogalih, vendar so bili zasnovani sistemi amado-rotator (amado-mavaši), da bi odpravili to potrebo (glejte slike in zunanji film). Amado so vrteli na vogalih okoli fiksne navpične palice, imenovane tomavaši-bou (kasneje zmanjšane na par klinov z odstranitvijo srednjega dela).
Do sredine 17. stoletja se je enosledni ama-do razširil in bil lahko nameščen na zunanji strani engava. Pod vplivom spremembe opažev je prišlo do nekaterih nadaljnjih arhitekturnih sprememb. Opake so bile del kombinacije arhitekturnih sprememb, ki so zaznamovale konec sloga šoin in začetek sloga sukija.
Amado je služil tudi za varovanje stavb in je morda imel nedžišimari (vijačna ključavnica na robovih). Lahko imajo tudi musōmado, zračnike, ki so se zapirali z drsnimi navpičnimi letvicami, ki so omogočale nekaj svetlobe in zraka, ko so bila polkna zaprta. Kasneje so med ama-do in šodži dodali garasu-do, steklena drsna vrata.

## Vplivi
Med svetovno kolumbijsko razstavo v Chicagu leta 1893 je bila v bližini severnega ribnika zgrajena majhna čajna hiša Nippon, ki je bila zasnovana v ohlapni različici sloga sukija. Harper's Weekly, nacionalna revija, je marca 1893 objavila članek, ki prikazuje konstrukcijo japonskih prispevkov za razstavo. Revija Inland Architect s sedežem v Chicagu mu je pozimi 1892/3 prav tako posvetila dva članka, tako da je verjetno, da so lokalni arhitekti bili seznanjeni z delom. Zgodovinar Dmitri Tselos je najprej identificiral čajnico Nippon kot možen vpliv na Franka Lloyda Wrighta, pri čemer je nakazal, da imajo dvojne strehe z nizkim naklonom prerijskih hiš podobne oblike kot streha čajnice.
Leta 1934 je arhitekt Sutemi Horiguči v svoji rezidenci v Okadi na vrtu zmešal elemente sloga sukija (na katerega je vplivala palača Kacura), da bi pomagal združiti zahodne in orientalske vidike načrta.
Leta 1954 je Walter Gropius, ustanovitelj Bauhausa, obiskal palačo Kacura in bil nad njo tako navdušen, da je leta 1960 skupaj s Kenzom Tangejem napisal knjigo Kacura: Tradicija in ustvarjanje japonske arhitekture.
Najbolj značilna za duh zasnove je pot do vhodnih vrat vile. Skladen je z najljubšim zenovskim pristopom, ki je redko neposreden, aksialen in simetričen. Obstaja odločen odpor do impozantne ravne avenije; namesto tega se daje prednost intimnemu in ležernemu, a skrbno načrtovanemu pristopu, ki preseneča na vsakem koraku in pripelje do glavnega cilja na človeški, naraven, nevsiljiv način.— Gropius, W (1968) Apollo in Democracy – The Cultural Obligation of the Architect, McGraw-Hill Book Company, p 126